# Skandal in Budapest
Skandal in Budapest ist ein deutsch-ungarisches Liebes-Lustspiel aus dem Jahre 1933 von István Székely und Géza von Bolváry mit Franziska Gáal und Paul Hörbiger in den Hauptrollen. Der Geschichte liegt ein Bühnenstück von Sándor Faragó und Aladár László zugrunde.

## Handlung
Eva Balogh, Tochter eines ungarischen Gutsbesitzers, fährt auf Einladung zu der Hochzeit ihrer besten Freundin Tini nach Budapest. Dort angekommen, ist Tini am Boden zerstört, denn es hat soeben einen heftigen Streit zwischen ihr und ihrem Gatten in spe gegeben. Der Grund: Ihr Verlobter, ein wenig heiratsscheu, wollte die Hochzeit wie schon einige Male zuvor verschieben. Eva ist zutiefst empört und wird aktiv, um dem ehephoben Noch-Nicht-Gatten gehörig den Kopf zu waschen. Ein Telefongespräch mit dem Flüchtigen bringt nicht das gewünschte Ergebnis, und so will Eva Tinis Liebsten von Angesicht zu Angesicht zur Rede stellen. Als sie ihn in einem schicken Hotel vor sich glaubt, behauptet der junge Mann doch glatt, Tini überhaupt nicht zu kennen! Das ist zu viel für Eva, und mitten in der Hotellobby haut sie ihm vor zahlreichen Zeugen eine runter. Nun gibt es ihn: den titelgebenden Skandal in Budapest!
Wenig später wird Eva Balogh klar, dass sie den Falschen geohrfeigt hatte und dass der Mann mit der Backpfeife ein ganz anderer ist, nämlich der berühmte Pianist Paul Murray. Eva will sich unbedingt bei ihm entschuldigen und ihn zu diesem Zwecke aufsuchen. Doch der Schlag ins Gesicht hat auch in Murray etwas ausgelöst: denn er ist dem Heiratsunwilligen nicht ganz unähnlich und hat bereits ebenfalls mindestens einer Dame die Ehe versprochen – so ganz genau kann er sich nicht mehr erinnern –, die ihn auch noch an Eva erinnert. Danach hatte er sich aus dem Staub gemacht. So findet Eva bei der Wiederbegegnung mit Paul einen reuigen Sünder und zugleich einen Mann vor, der für sie ganz persönlich von Interesse sein könnte. Doch ehe sich die beiden in den Armen liegen können, gibt es noch so manche turbulente Verwicklung und Paul fängt sich von Eva die zweite Ohrfeige ein, die diesmal aber tatsächlich für ihn bestimmt war.

## Produktionsnotizen
Skandal in Budapest entstand zwischen Juli und August 1933 in den Hunnia-Ateliers in Budapest (Innenaufnahmen) sowie in der ungarischen Hauptstadt (Außenaufnahmen) selbst. Der Film wurde am 3. November 1933 in Berlin uraufgeführt.
Von dem Film wurde auch eine ungarischsprachige Version namens Pesti Szerelem mit zum Teil anderen Schauspielern hergestellt. Gáal und der qua Geburt auch Ungarisch sprechende Hörbiger übernahmen jedoch auch hier die Hauptrollen. Diese Fassung erlebte bereits im Vormonat (Oktober 1933) ihre Uraufführung.
Die Liedtexte zu Nicholas Brodszkys Komposition schrieb Ernst Neubach unter seinem Pseudonym Konrad Drey. Der Film enthielt den Foxtrot „Jeder macht mal eine Dummheit“ und den langsamen Walzer „Ich habe dieses Lied für dich erdacht“.
- Ich habe dieses Lied für dich erdacht (Worte: Konrad Drey, Musik: Nikolaus Brodszky) Langsamer Walzer aus dem Hunnia-Universal Tonfilm “Skandal in Budapest”. Parlophon-Tanz-Orchester mit Gesang: Luigi Bernauer. Parlophon B. 49 182-I (mx. Bi 1572)
- Ich habe dieses Lied für dich erdacht, Engl. Waltz (Brodszky-Drey) a.d. Tonfilm "Skandal in Budapest". Kapelle Eugen Jahn, Gesang: Ernst Harten. Brillant-Special Nr. 96 (mx. 195)
- Ich habe dieses Lied für dich erdacht, Engl. Waltz (Brodsky - Drey) a. d. Tonfilm "Skandal in Budapest". Egon-Kaiser-Tanz-Orchester mit Refraingesang. Grammophon 10 111 B (mx. 5642 BD-8)

und
- Jeder macht mal eine Dummheit (Worte: Konrad Drey, Musik: Nikolaus Brodszky) Langsamer Foxtrot a.d. Hunnia-Universal Tonfilm "Skandal in Budapest". Parlophon-Tanz-Orchester mit Gesang: Luigi Bernauer. Parlophon B. 49 182-II (mx. Bi 1573)
- Jeder macht mal eine Dummheit, Foxtrot (Brodszky - Drey) a.d. Tonfilm "Skandal in Budapest". Kapelle Eugen Jahn, Gesang: Ernst Harten. Brillant-Special Nr. 96 (mx. 196), aufgen. Berlin 1933[1]
- Jeder macht mal eine Dummheit. Foxtrot (Brodszky - Drey) a.d. Tonfilm "Skandal in Budapest". Egon-Kaiser-Tanz-Orchester mit Refraingesang. Grammophon 10 111 A (mx. 5641 ½ BD-8)

Skandal in Budapest markierte bereits die dritte filmische Zusammenarbeit von Hörbiger und Gáal. Zuvor wurden die beiden gebürtigen Budapester in den ersten beiden deutschen Filmen der Gáal, Paprika (1932) und Gruß und Kuß – Veronika (1933), besetzt.
1935 ließ sich der Hollywood-Filmklassiker Ich tanz’ mich in dein Herz hinein mit Fred Astaire und Ginger Rogers in den Hauptrollen von Skandal in Budapest inspirieren, doch handelt es sich dabei nicht, anders als oft behauptet, um ein Remake.

## Kritik
Die Österreichische Film-Zeitung schrieb: „Ein Film mit der liebenswürdigen, temperamentvollen Franziska Gáal kann seines Erfolges beim Publikum sicher sein. Ihre urwüchsige, natürliche Persönlichkeit erfüllt auch den Universal-Film „Skandal in Budapest“ mit Leben und Humor.“